# Musculi interossei plantares pedis
De musculi interossei plantares pedis zijn skeletspieren in de voet die de drie kleinste tenen adduceren. De krachtige musculi interossei dorsales pedis worden met de musculi interossei plantares pedis gebruikt om de tenen te richten bij grote inspanning.